# Vennerman & Winge
Vennerman & Winge är en svensk TV-serie i tre delar från 1992, regisserad av Gösta Ekman och Marie-Louise Ekman. Ekman spelar även en av seriens huvudroller mot bland andra Mathias Henrikson, Michael Segerström och Kent Andersson.

## Rollista
- Gösta Ekman	– Eskil Vennerman/fru Vennerman
- Mathias Henrikson	– Ripp
- Michael Segerström – Lillan
- Kent Andersson – Paul-Erik Winge/Pauline Winge
- Rolf Skoglund - Henrik/Henriks mamma
- Lena Nyman – Henriks syster
- Lars Dejert – Henriks pappa/servitör
- Sune Mangs – blyg pojke/festarrangören
- Åke Pallarp
- Per-Olof Ultvedt
- Harald Lyth
- Kjell Strandqvist
- Sverker Broström
- Lovisa Bergenstråhle – bullbiträde

## Om serien
Vennerman & Winge producerades av Pia Ehrnvall för Sveriges Television AB Kanal 1. Manus skrevs av Marie-Louise Ekman och serien fotades av Lars Palén. Scenograf var Eva Norén, klippare Louise Brattberg och kompositör Benny Andersson. Serien visades mellan den 15 och 29 november 1992 i Kanal 1. Avsnitten heter i tur och ordning Eskil Vennermans barndom, Fruarna Vennerman och Winge och På okänd ort.